# Veglia pasquale
Nella liturgia della Chiesa cattolica e di altre Chiese, la Veglia pasquale è una messa solenne che celebra la risurrezione di Gesù e che si tiene dopo il tramonto del Sabato santo e prima dell'alba della domenica di Pasqua.
Poiché celebra la vittoria sul peccato e sulla morte da parte di Gesù, è la celebrazione più importante dell'anno liturgico: per tali ragioni è nota come "madre di tutte le veglie", secondo la definizione di sant'Agostino mater omnium sanctarum vigiliarum. È inoltre la terza celebrazione peculiare del Triduo pasquale e la più ricca e lunga liturgia di tutto l'anno.

## Importanza teologica
La Veglia rappresenta il cammino del Popolo di Dio, ben espresso nella Liturgia della Parola, fino al suo compimento: la Resurrezione del Salvatore.
exspectantibus Dominum, quando revertatur, ut, cum venerit, vigilantes eos inveniat et discumbere faciat ad mensam suam.»
(Messale Romano)

## Orario della celebrazione
Il Messale stabilisce in maniera chiara che non si può incominciare la veglia prima che calino le tenebre. A sostegno di tale affermazione, pone due fatti:
1. La Veglia è celebrazione propria della Pasqua. Il Messale non consente di celebrare l'eucaristia il Sabato Santo. Quindi, questa celebrazione fa già parte della Domenica di Pasqua e richiede pertanto di essere celebrata nella Notte di Pasqua (il giorno ebraico inizia dal tramonto precedente e non dal giorno stesso della Pasqua).
2. I simboli usati nella celebrazione, ad esempio il cero, sono fortemente simbolici nel contrasto con il buio della notte, perché la Pasqua è questo: passaggio dal buio alla luce, dalla morte alla vita.

Quindi, l'orario esatto per la celebrazione della Veglia non può avvenire prima del tramonto di Sabato. Tuttavia, come da tempo si attua in Germania, il Messale ammette di celebrare la Veglia durante la seconda parte della nottata, ossia dalle primissime ore del mattino della Domenica sino alle luci dell'alba.

## Struttura della celebrazione nel rito romano
La Veglia pasquale si articola in quattro parti:

### Liturgia del lucernario

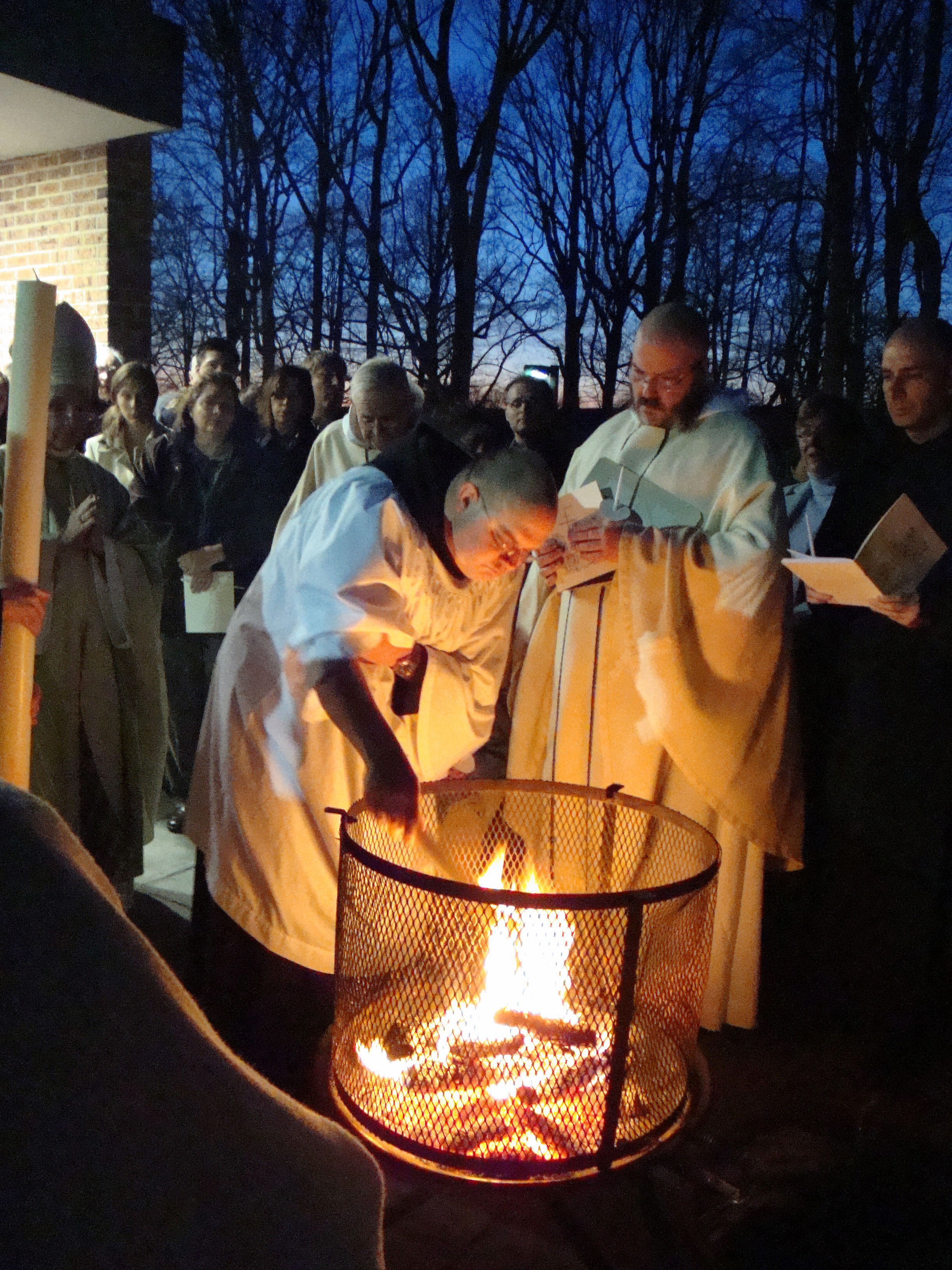
Liturgia del lucernario celebrata da monaci benedettini a Morristown.

La processione del clero esce dalla chiesa, lasciata completamente al buio, senza luci né candele accese, dal Venerdì santo. Una volta fuori dalla chiesa, i concelebranti raggiungono un braciere precedentemente preparato, e il celebrante svolge un breve saluto iniziale:
Si ita memóriam egérimus Páschatis Dómini, audiéntes verbum et celebrántes mystéria eius, spem habébimus participándi triúmphum eius de morte et vivéndi cum ipso in Deo.»
Rivivremo la Pasqua del Signore nell'ascolto della Parola e nella partecipazione ai Sacramenti, Cristo risorto confermerà in noi la speranza di partecipare alla sua vittoria sulla morte e di vivere con lui in Dio Padre.»
(Orazione introduttiva, Messale Romano)
Quindi prende delle braci e le mette nel turibolo e accende, da quella fiamma, il cero pasquale; benedice poi il cero pasquale, tracciandovi una croce, le lettere greche alfa e omega e le cifre dell'anno; prende cinque grani di incenso e li conficca alle quattro estremità e al centro della croce disegnata, a simboleggiare le cinque piaghe gloriose di Cristo, delle mani, dei piedi e del costato.
Deus, qui per Fílium tuum
claritátis tuæ ignem fidélibus contulísti,
novum hunc ignem + sanctífica,
et concéde nobis,
ita per hæc festa paschália
cæléstibus desidériis inflammári,
ut ad perpétuæ claritátis
puris méntibus valeámus festa pertíngere.
Per Christum Dóminum nostrum.»
O Padre, che per mezzo del tuo Figlio ci hai comunicato la fiamma viva della tua gloria, 
benedici + questo fuoco nuovo, 
fa' che le feste pasquali accendano in noi il desiderio del cielo, 
e ci guidino, rinnovati nello spirito, 
alla festa dello splendore eterno. 
Per Cristo nostro Signore.»
(Messale Romano)
Quindi il diacono, portando il cero pasquale, comincia la processione che entrerà in chiesa, intonando per la prima volta "Lumen Christi" (la luce di Cristo), e il popolo risponde "Deo Gratias" (rendiamo grazie a Dio). Dietro il cero pasquale si riforma la processione iniziale, e si accodano anche i fedeli; sulla porta il diacono intona per la seconda volta "Lumen Christi", e tutti i presenti accendono una candela; arrivati al presbiterio il diacono intona per la terza volta "Lumen Christi" e si accendono le luci della chiesa, tranne le candele dell'altare. Quindi viene riposto e incensato il cero pasquale e il libro, dal quale un diacono, o un cantore, intona l'Exsultet (preconio pasquale) o annuncio pasquale. Terminato l'annuncio tutti spengono le candele, ed inizia la liturgia della Parola, introdotta dal celebrante.

### Liturgia della Parola
La liturgia della Parola della veglia di Pasqua è la più ricca di tutte le celebrazioni dell'anno; consta di sette letture e otto salmi dall'antico testamento, un'epistola di san Paolo apostolo ed il vangelo scelto tra i tre sinottici, a seconda dell'Anno liturgico allo scopo di ripercorrere la storia della redenzione dall'origine della vita in Dio. Dopo ogni lettura e ogni salmo vi è l'orazione del celebrante. Per motivi pastorali si può ridurre il numero di letture dell'antico testamento da sette a tre; la lettura dell'Esodo è sempre obbligatoria.
- Prima lettura. Dal Libro della Genesi (Gn 1,1-2,2[4])

Il percorso delle letture della Veglia attraversa tutto il cammino del Popolo di Dio fino alla Resurrezione del suo Figlio, compimento del mistero di salvezza. Quindi, incomincia ovviamente con la storia della creazione dell'uomo.
- Salmo responsoriale. (Sal 103[5] oppure 32[6])
- Orazione del celebrante. A conclusione della lettura, il sacerdote con una preghiera, prega Dio Padre di concedere doni ai suoi fedeli pari a quelli raccontati nella lettura.
- Seconda lettura. Dal Libro della Genesi (Gn 22,1-18[7])

Il primo Patriarca dell'Ebraismo a fidarsi di Dio a tal punto di sacrificare tutto è Abramo. Il racconto dalla Genesi della seconda lettura illustra Abramo nell'atto di sacrificare a Dio persino il figlio ottenuto per miracolo dalla moglie novantenne Sara. 
- Salmo responsoriale. (Sal 15[8])
- Orazione del celebrante.
- Terza lettura. dal Libro dell'Esodo (Es 14,15-15,1[9])

Il Libro dell'Esodo illustra la fuga del Popolo d'Israele dall'Egitto, parte fondamentale della storia di Israele. Il momento più significativo è l'attraversamento miracoloso degli Ebrei del Mar Rosso. Tra lettura e cantico seguente vi è continuità perfetta.
- Cantico responsoriale. (Es 15,1-6.17-18[10])
- Orazione del celebrante.
- Quarta lettura. dal Libro del profeta Isaia (Is 54,5-14[11])

In continuità con la schiavitù raccontata nell'Esodo, la deportazione ha sempre accompagnato Israele. Isaia in questo capitolo ricorda però che Dio salverà il suo popolo, e Isaia dà addirittura garanzie su questo.
- Salmo responsoriale. (Sal 29[12])
- Orazione del celebrante.
- Quinta lettura. dal Libro del profeta Isaia (Is 55,1-11[13])

Sempre nell'ambito delle deportazioni, Isaia 55 contiene un poema che riafferma la fedeltà di Dio, che compirà tutte le sue promesse. Il cantico successivo è il cantico dei redenti.
- Cantico responsoriale. (Is 12,2.4-6[14])
- Orazione del celebrante.
- Sesta lettura. dal Libro del profeta Baruc (Bar 3,9-15.32-4,4[15])

Anche questo libro parla dell'essere sempre in terra straniera di Israele (cap. 3), ma anche Baruc riafferma che il Signore compirà le promesse (cap. 32)
- Salmo responsoriale (Sal 18[16])
- Orazione del celebrante.
- Settima lettura. dal Libro del profeta Ezechiele (Ez 36,16-28[17])

Conclude l'argomento delle letture trattate con un oracolo e un cantico, il Vi darò un cuore nuovo.
- Salmo responsoriale (Sal 41[18])
- Orazione del celebrante.

Dopo l'Orazione alla settima lettura anche le candele dell'altare vengono accese e il celebrante intona il Gloria, che viene cantato da tutti, con l'accompagnamento dell'organo e il suono delle campane, secondo gli usi locali.
Segue l'Orazione Colletta.
- Epistola. dalla Lettera ai Romani di san Paolo apostolo (Rm 6,3-11[19])

Paolo presenta il Battesimo come parte fondamentale della fede, partecipazione alla morte e risurrezione di Cristo.
- Salmo responsoriale (Sal 117[20]). Funge da ritornello a questo salmo il canto dell'alleluia, assente da ogni liturgia dal mercoledì delle ceneri.
- Brano evangelico
  1. dal Vangelo secondo Matteo (Mt 28,1-10[21]) nell'anno A;
  2. dal Vangelo secondo Marco (Mc 16,1-8[22]) nell'anno B;
  3. dal Vangelo secondo Luca (Lc 24,1-12[23]) nell'anno C.

Segue l'Omelia che conclude la Liturgia della Parola.

### Liturgia battesimale
È uso celebrare anche i battesimi la notte di Pasqua, in questo momento liturgico. Tutti i fedeli riaccendono la candela che avevano all'inizio.
Dopo una breve introduzione si cantano le Litanie dei santi. Quindi il celebrante, pronunciata la preghiera, prende il cero pasquale e lo immerge parzialmente nell'acqua del battistero, benedicendo l'acqua, poi passa ad aspergere tutto il popolo. Nel caso in cui ci siano battesimi si compie in questo momento il rito, altrimenti si pronuncia la professione delle promesse battesimali. È possibile concludere la liturgia battesimale con le preghiere dei fedeli. Non si dice il Credo, perché è sostituito dal rinnovo delle promesse battesimali.

### Liturgia eucaristica
Segue la liturgia eucaristica, articolata come in tutte le celebrazioni eucaristiche; alla fine il celebrante dà la benedizione, concludendo così una grande celebrazione che era cominciata il Giovedì santo con la messa in Cena Domini.

## Struttura della celebrazione nel rito ambrosiano
Delle tre celebrazioni maggiori del Triduo pasquale, la Veglia pasquale ambrosiana è, strutturalmente, la più simile alla corrispondente romana. Tuttavia anch'essa presenta alcune sensibili differenze dovute a caratteristiche peculiari della liturgia ambrosiana.
Innanzitutto la benedizione del fuoco a cui attingere per l'accensione del cero pasquale è facoltativa: il cero può essere acceso attingendo alla fiamma della lampada che arde all'altare della riposizione ove è ancora conservato il pane eucaristico dalla sera del Giovedì santo (nel rito ambrosiano infatti la Comunione non viene distribuita durante la celebrazione della Passione).
La Veglia inizia con la chiesa al buio, ad eccezione dell'altare della riposizione che è l'unico illuminato. Man mano che la processione avanza portando il cero pasquale vengono accese le candele e le luci della chiesa. Giunto all'altare, il sacerdote inizia la celebrazione con il segno della croce e introduce la liturgia con una breve monizione; quindi il diacono - o se non è presente, il sacerdote stesso - canta il Preconio secondo il testo ambrosiano.
Nella Veglia pasquale, il canto del Preconio conserva l'antica caratteristica di grande rito lucernale, durante il quale, gradatamente e in diversi momenti, legati al testo del preconio stesso, si compie l'illuminazione del tempio, quasi a rendere visibile l'immagine della luce pasquale che, dal cero, pervade progressivamente la chiesa in attesa del Signore risorto.
Terminato il Preconio, ha inizio la catechesi veterotestamentaria nella quale vengono proclamate sei letture bibliche dell'Antico Testamento che ripercorrono la storia della salvezza dalla Creazione fino alle profezie messianiche. Di queste, le prime quattro sono obbligatorie mentre le ultime due, se le circostanze lo richiedono, possono essere omesse. Ciascuna lettura è seguita dal canto di un'antifona o di un salmello e da un'orazione recitata dal sacerdote.
Le sei letture previste dalla liturgia completa sono:
- Il primo racconto della Creazione dal libro della Genesi (Gn 1,1-2,3a[25])
- Il sacrificio di Abramo dal libro della Genesi (Gn 22,1-19[26])
- L'istituzione della Pasqua ebraica dal libro dell'Esodo (Es 12,1-11[27])
- L'uscita del popolo ebraico dall'Egitto dal libro dell'Esodo (Es 13,18b-14,8[28])
- La profezia di Isaia sul Verbo di Dio che realizza il disegno di salvezza (Is 54,17c-55,11[29])
- Il brano del Libro di Isaia sulla purificazione al fonte (Is 1,16-19[30])

Dopo l'ultima lettura ha luogo il momento centrale della Veglia con l'annuncio della Risurrezione. Si tratta di una caratteristica peculiare della Veglia in rito ambrosiano che riprende in questo l'usanza delle chiese orientali, mentre nel rito romano a questo punto viene cantato il Gloria. Il sacerdote infonde l'incenso nel turibolo quindi si porta all'altare, lo bacia e lo incensa, poi si porta al lato sinistro dell'altare e intona una prima volta l'annuncio della Risurrezione:
al quale i fedeli rispondono con:
e subito si suonano le campane e l'organo.
L'annuncio viene ripetuto altre due volte, sempre secondo le stesse modalità, al centro e al lato destro dell'altare, con tono di voce sempre più alto, quindi il sacerdote torna alla sede e recita l'orazione prevista; la Messa prosegue poi con la Liturgia della Parola.
Si proclamano quindi le seguenti letture:
- La proclamazione della risurrezione da parte di Pietro, dagli Atti degli Apostoli (At 2,22-28[31])
- Il Salmo 117 in forma responsoriale
- L'incipit della lettera di san Paolo ai Romani (Rm 1,1-7[32])
- Il brano evangelico della risurrezione secondo Matteo (Mt 28,1-7[33])

Segue l'omelia.
Dopo l'omelia ha luogo la liturgia battesimale, che può consistere nella semplice benedizione del fonte battesimale oppure, se vi sono dei catecumeni, nell'amministrazione del Sacramento del Battesimo (ed eventualmente anche della Cresima). In entrambi i casi si cantano le litanie dei santi e si rinnovano le promesse battesimali, mentre viene omessa la preghiera dei fedeli.
Da questo punto in poi la celebrazione prosegue come ogni Messa in rito ambrosiano. Alla Consacrazione è obbligatorio l'uso della Preghiera Eucaristica VI Ambrosiana. Al momento della distribuzione della Comunione il diacono, o se non è presente il sacerdote stesso, si reca all'altare della riposizione e preleva la pisside con l'Eucaristia lì conservata dalla sera del Giovedì Santo.
La celebrazione si conclude nel modo solito con la benedizione solenne e il congedo dei fedeli.